# هیپرهیدروز
هیپرهیدروز یا در تلفظ دقیق‌تر هایپرهیدروزیس (به انگلیسی: Hyperhidrosis) یا تعریق بیش از حد و غیرطبیعی، وضعیتی است که عرق کردن به‌طور غیرطبیعی افزایش یافته‌ است. این افزایش میزان تعریق تا حدی است که بیش از مقدار مورد نیاز برای تنظیم دمای بدن است.
این بیماری می‌تواند کیفیت زندگی فرد مبتلا را از جهات مختلف کاهش دهد. به همین دلیل برخی آن را معلولیت خاموش خوانده‌اند و همچنین افرادی که به این بیماری دچار هستند اغلب دچار مشکلات روانی همچون افسردگی نیز می شوند.(به دلیل استرس گرفتن در هنگام دست دادن با کسی و ارتباط گرفتن با اجتماع و ...)

## دسته‌بندی و بیماری‌زایی
هایپرهیدروزیس به دو گروه اصلی هایپرهیدروزیس اولیه (ایدیوپاتیک) و هایپرهیدروزیس ثانویه (پاتولوژیک) تقسیم می‌شود. هایپرهیدروزیس ثانویه معمولاً در بزرگسالی ظاهر می‌شود و برخلاف هایپرهیدروزیس اولیه (ایدیوپاتیک یا بدون علت مشخص) هم در طی بیداری و هم در حین خواب رخ می‌دهد. ورزش، استرس هیجانی، برخی بیماری‌ها (مانند تب و عفونت، پرکاری تیروئید) و عوارض جانبی برخی داروها شایع‌ترین علل هایپر هیدروزیس ثانویه هستند. تعریق در طول شب می‌تواند به‌دلیل تعدادی از بیماری‌های سیستمیک زمینه‌ای مانند بیماری لنفوم هوجکین و سل باشد.
هایپرهیدروزیس اولیه معمولاً از کودکی یا هنگام بلوغ به دلیلی نامعلوم بروز پیدا می‌کند. با وجود این، اضطراب، هیجان، برخی غذاها و نیکوتین می‌توانند آن را تشدید کنند. در اثر این بیماری، نقاط مشخصی از بدن بیش از حد طبیعی عرق می‌کنند. این نقاط معمولاً دست، پا، زیر بغل و در برخی موارد صورت‌اند. هایپرهیدروزیس اولیه همچنین می‌تواند بر حسب موقعیت آناتومیکی دسته‌بندی شود (دست، پا، زیر بغل، صورت). یک فرد ممکن است در یک یا چند موقعیت آناتومیک تعریق بیش از حد داشته باشد.

## تظاهرات بالینی و تشخیص
قرینگی بروز تعریق بیش از حد معمولاً مؤید هایپرهیدروزیس اولیه است. یک طرفه بودن تعریق بیش از حد یا درگیر شدن کل بدن بیشتر نشانگر هایپرهیدروزیس ثانویه است و بررسی بیشتر برای یافتن علت آن توصیه می‌شود. اثرات مزمن رطوبت بیش از حد پوست، خشکی و پوسته‌پوسته شدن همراه با ایجاد شقاق و ترک خوردگی است. همچنین بیمارانی که پوست بسیار مرطوبی دارند مستعد رشد بیش از حد باکتری‌ها و عفونت قارچی هستند.

## درمان
هایپرهیدروزیس از نوع اولیه را می‌توان با روش‌هایی از قبیل یونتوفورزیس، استعمال موضعی کلرید آلومینیوم، مصرف داروهایی که ترشح عرق را مهار می‌کنند (آنتی‌کولینرژیک‌هایی مانند پروپانتلین، گلیکوپیرولات، اکسی‌بوتینین و بنزوتروپین)؛ تزریق سم بوتولینوم (بوتاکس) و جراحی.
- یونتوفورزیس: شیوهٔ درمانی مورد تأیید سازمان غذا و داروی آمریکا (FDA) برای درمان تعریق بیش از حد است[۶] که نخستین‌بار توسط ژاپنی‌ها ابداع گردید. مطالعات انجام‌شده مؤثر بودن و ایمنی و بی‌عارضه بودن شیوهٔ یونتوفورزیس را به اثبات رسانده‌اند.[۷] سیستم‌های یونتوفورزیس (Iontophoresis) جهت رفع تعریق بیش از حد موضعی مثلاً در کف دست و کف پا یا زیر بغل‌ها استفاده می‌شود. اساس آن گذراندن یک جریان الکتریکی ضعیف از دست‌ها و پاها برای غیرفعال کردن غدد عرق بیش از حد فعال است. با گذاردن دست و پا در آب درون این سیستم یا قرار دادن پدهای مرطوب این دستگاه در زیر بغل‌ها به مدت ۵ تا ۳۰ دقیقه و سه بار در هفته می‌توان نتایج بسیار خوبی از اینگونه درمان به‌دست آورد.
- تزریق سم بوتولینوم (بوتاکس): نخستین‌بار در سال ۱۹۹۳ میلادی شخصی به نام خلف بشارا کاربرد بوتاکس برای کنترل تعریق را نشان داد.[۸] و پس از آن این روش برای درمان عرق زیر بغل مورد پذیرش قرار گرفت.[۹][۱۰] هر چند در عمل برای نواحی دست و پا نیز به‌کار گرفته می‌شود. تأثیر بوتاکس بسته به محل تزریق می‌تواند بین ۳ تا ۹ ماه ادامه داشته باشد.[۱۱] تزریق‌های بوتاکس دردناک هستند.
- جراحی سمپاتکتومی توراسیک: عوارض جانبی این جراحی تا تخریب‌کنندگی زندگی توصیف شده‌اند.[۱۲] شایع‌ترین عارضهٔ جراحی، تعریق برگشتی در ناحیه‌ای دیگر از بدن است که مشکلات عمده‌ای را برای ۸۰ درصد افراد ایجاد می‌کند.[۱۳][۱۴][۱۵] ۵۱ درصد بیماران پس از جراحی اظهار داشته‌اند سطح کیفی زندگیشان نسبت به قبل از جراحی کاهش یافته‌ است.[۱۶] همین‌طور مشکل ابتدایی تعریق نیز ممکن است به‌دلیل ترمیم عصبی حتی در مدت ۶ ماه پس از جراحی بازگردد.[۱۳][۱۴][۱۷] این جراحی دارای عوارض مخرب دیگری نیز می‌باشد.[۱۸]